# 16. јануар
16. јануар је шеснаести дан у години у Грегоријанском календару. 349 дана (350 у преступним годинама) остаје у години после овог дана.

## Догађаји
- 27. п. н. е. — Римски Сенат је доделио назив августа Гају Октавијану када је овај постао први римски император.
- 929 — Кордопски емир Абдурахман III се прогласио за калифа, основавши тако Кордопски калифат.
- 1547 — Иван IV Грозни је крунисан у Москви за првог руског цара.
- 1778 — Француска је признала независност САД током Америчког рата за независност од британске колонијалне управе.
- 1780 — Британска флота под командом адмирала Џорџа Роднија је поразила шпанску флоту у бици код рта Свети Винсент.
- 1864 — Аустрија и Пруска упутиле ултиматум Данској захтевајући да повуче устав по ком су покрајине Шлезвиг и Холштајн постале део Данске. У Другом шлезвичком рату који је уследио Данци поражени, а спорна војводства пала под заједничку управу Пруске и Аустрије.
- 1908 — У Београду отворен хотел „Москва“, подигнут на месту кафане „Велика Србија“.
- 1920 — Усвајањем 18. амандмана америчког Устава у САД уведена прохибиција (Волстедов закон).
- 1920 — У Лондону одржана прва седница Друштва народа.
- 1945 — Победом савезничких снага под командом генерала Бернарда Монтгомерија и Омара Бредлија окончана немачка офанзива у Арденима, у Белгији. Убијено или заробљено 220.000 немачких и 77.000 савезничких војника.
- 1969 — У центру Прага чешки студент Јан Палах извршио самоубиство спаљивањем у знак протеста због окупације Чехословачке коју су, по налогу Совјетског Савеза, извршиле чланице Варшавског пакта у августу 1968.
- 1969 — Совјетски космонаути у свемирским бродовима „Сојуз 4“ Владимир Шаталов и „Сојуз 5“ Борис Вољанов, Алексеј Јелисејев и Јевгениј Крунов први пут у историји спојили две летелице с људском посадом у орбити око Земље.
- 1979 — Шах Ирана Реза Шах Пахлави је напустио земљу под притиском следбеника ајатолаха Хомеинија који су потом преузели власт.
- 1987 — Генерални секретар Комунистичке партије Кине Ху Јаобанг поднео оставку, прихвативши кривицу за политичке грешке које су изазвале студентске немире. Функцију генералног секретара Партије преузео Џао Цијанг.
- 1991 — САД и западни савезници почели, у Заливском рату, операцију „Пустињска олуја“ масовним ваздушним ударима по војним и индустријским циљевима у Ираку и Кувајту, 19 часова после истека ултиматума Уједињених нација Багдаду.
- 1993 — У опкољеном Сарајеву, које је већ месецима без струје и воде, погинуло осам, а повређено 19 особа од експлозије гранате која је пала на место где су људи чекали у реду за воду.
- 1996 — Заменик премијера Русије Анатолиј Чубајс, творац програма приватизације, поднео оставку.
- 1998 — У експлозији метана у руднику „Соко“ у Читлуку код Сокобање погинуло 29 рудара.
- 2000 — За председника Чилеа изабран Рикардо Лагос, први председник-социјалиста после свргнутог Салвадора Аљендеа, ког су 1973. убили пучисти предвођени генералом Аугустом Пиночеом.
- 2001 — У покушају државног удара у Демократској Републици Конго убијен председник Лоран Кабила, а дужност председника преузео његов син Жозеф. Кабила на власт дошао у мају 1997. после побуне коју су подржале Уганда и Руанда, против тадашњег диктатора Мобутуа Сесе Секоа.
- 2002 — Савет безбедности Уједињених нација једногласно усвојио санкције против терористичке мреже „Ал Каида“ и остатака талибана у Авганистану и ван те земље.
- 2018 — У атентату који се десио у Косовској Митровици убијен Оливер Ивановић, бивши државни секретар за Косово и Метохију.
- 2021 — Тероризам: У инциденту који се догодио у Авганистану, најмање два припадника безбедносних снага отворила су ватру и убила 12 колега у провинцији Херат на западу земље.

## Рођења
- 1831 — Јован Ристић, српски политичар, дипломата и историчар. (прем. 1899)[1]
- 1848 — Љубомир Ковачевић, српски историчар и политичар. (прем. 1918)[2]
- 1877 — Кристо Доминковић, српски публициста, новинар, писац. (прем. 1946)[3]
- 1901 — Фулгенсио Батиста, кубански политичар, председник Кубе у два наврата (1940—1944 и 1952—1959). (прем. 1973)[4]
- 1906 — Дајана Винјард, енглеска глумица. (прем. 1964)[5]
- 1907 — Александер Нокс, канадски глумац и писац. (прем. 1995)[6]
- 1908 — Етел Мерман, америчка глумица и певачица. (прем. 1984)[7]
- 1909 — Клемент Гринберг, амерички критичар ликовне уметности. (прем. 1994)[8]
- 1911 — Роже Лапебје, француски бициклиста. (прем. 1996)[9]
- 1924 — Александар Тишма, српски књижевник. (прем. 2003)[10]
- 1932 — Дајан Фоси, америчка зоолошкиња и заштитница планинских горила. (прем. 1985)[11]
- 1940 — Лепа Лукић, српска певачица.[12]
- 1946 — Кабир Беди, индијски глумац.[13]
- 1948 — Џон Карпентер, амерички редитељ, сценариста, продуцент и композитор.[14]
- 1949 — Снежана Зорић, српска кошаркашица.[15]
- 1949 — Вера Ивковић, српска певачица. (прем. 2012)
- 1949 — Керолајн Манро, енглеска глумица и модел.[16]
- 1957 — Митар Мирић, српски певач.[17]
- 1959 — Шаде, енглеско-нигеријска музичарка и глумица.[18]
- 1961 — Хари Варешановић, босанскохерцеговачки музичар.[19]
- 1962 — Златко Портнер, српски рукометаш. (прем. 2020)[20]
- 1962 — Горан Чавајда, југословенски и  српски музичар, најпознатији као бубњар група  Електрични оргазам и Бабе . (прем. 1997)
- 1965 — Гоца Божиновска, српска певачица.[21]
- 1971 — Серђи Бругера, шпански тенисер.[22]
- 1974 — Кејт Мос, енглески модел.[23]
- 1978 — Бранислав Трифуновић, српски глумац и продуцент.[24]
- 1979 — Алија, америчка музичарка, глумица и модел. (прем. 2001)[25]
- 1984 — Пјер Боја, камерунски фудбалер.[26]
- 1985 — Пабло Забалета, аргентински фудбалер.[27]
- 1990 — Марио Делаш, хрватски кошаркаш.[28]
- 1991 — Немања Р. Милетић, српски фудбалер.[29]
- 1993 — Саша Аврамовић, српски кошаркаш.[30]

## Смрти
- 1387 — Јелисавета Котроманић, кћерка босанског бана Стефана II. (рођ. 1340)
- 1794 — Едвард Гибон, енглески историчар. (рођ. 1737)[31]
- 1927 — Јован Цвијић, српски географ, председник Српске краљевске академије. (рођ. 1865)[32]
- 1942 — Карол Ломбард америчка глумица. (рођ. 1908)[33]
- 1957 — Артуро Тосканини, италијански диригент. (рођ. 1867)[34]
- 1962 — Иван Мештровић је био хрватски и југословенски вајар и архитекта. (рођ. 1883)[35]
- 1988 — Андрија Артуковић је био хрватски, усташки политичар, осуђен за ратне злочине 1986. године, почињене против цивилног становништва у време Другог светског рата у (НДХ). (рођ. 1899)[36]
- 2000 — Никола Граовац, сликар. (рођ. 1907)[37]
- 2001 — Сергеј Крајгер, словеначки и југословенски политичар. (рођ. 1914)
- 2004 — Урош Мартиновић, архитекта, професор и декан Архитектонског факултета у Београду. (рођ. 1918)[38]
- 2009 — Богдан Тирнанић, новинар, публициста и филмски критичар. (рођ. 1941)[39]
- 2018 — Оливер Ивановић, српски политичар и бивши државни секретар за Косово и Метохију. (рођ. 1953)[40]

## Празници и дани сећања
- Српска православна црква слави:
  - Пророка Малахију
  - Светог мученика Гордију
  - Свету Геновеву - заштитницу града Париза
  - Светог Петра Заставника